# Nelson Amorim Magalhães
Nelson, właśc. Nelson Amorim Magalhães (ur. 17 maja 1913 w Rio de Janeiro, zm. ?) - były brazylijski piłkarz grający na pozycji napastnika.

## Kariera klubowa
Nelson podczas kariery piłkarskiej występował we CR Flamengo. We Flamengo zadebiutował 29 marca 1931 w wygranym 2-1 meczu derbowym z klubem Andarahy Rio de Janeiro. Łącznie w latach 1931–1936 wystąpił w barwach Flamengo w 146 meczach i strzelił 86 bramek.

## Kariera reprezentacyjna
W reprezentacji Brazylii Nelson zadebiutował 12 grudnia 1932 w meczu z urugwajskim klubem Club Nacional de Football. Nigdy nie wystąpił w meczu międzypaństwowym reprezentacji Brazylii.